# François-Louis Grobet
Pour les articles homonymes, voir Grobet.
François-Louis Grobet, né le 15 juin 1815 à Vallorbe et mort le 20 février 1890 à Vallorbe, est un entrepreneur suisse. Il est l'inventeur d'un nouveau type de machine à tailler les limes.

## Biographie
François-Louis Grobet est né le 15 juin 1815 à Vallorbe. En plus de son activité sur le domaine familial dans la production de miel et de cire d'abeille, il est un artisan du fer et travaille dans l'atelier créé par son père en 1812. En 1836 il invente un nouveau type de machine à tailler les limes. Gérant en 1862 une centaine de personnes dans la production de limes, son entreprise fusionne en 1899 avec les sociétés Glardon et Borloz pour former les Usines métallurgiques de Vallorbe. Il meurt le 20 février 1890 dans sa commune natale.